# Tituly a vyznamenání Eduarda VIII.

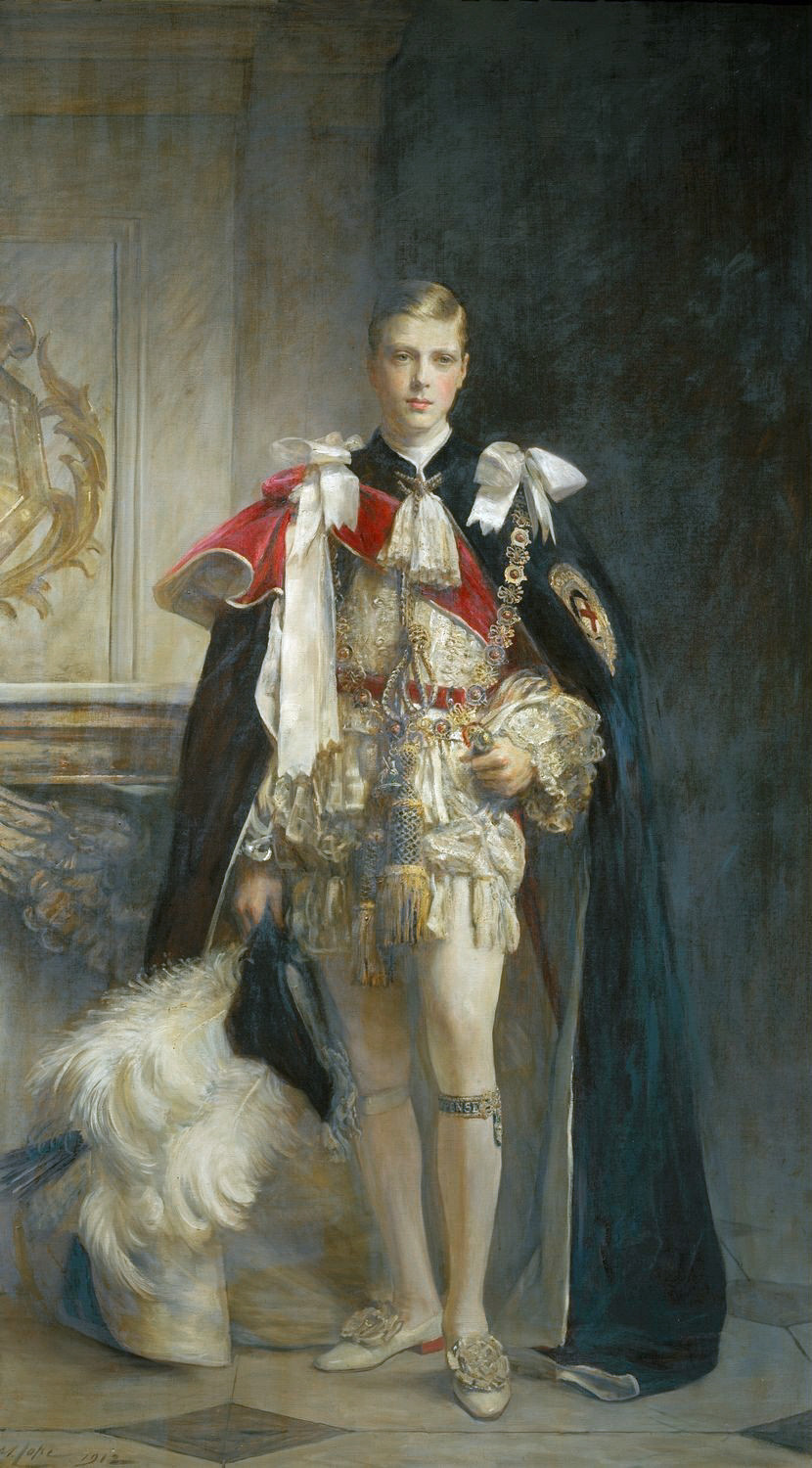
Portrét prince Eduarda v róbě Řádu lázně, 1912

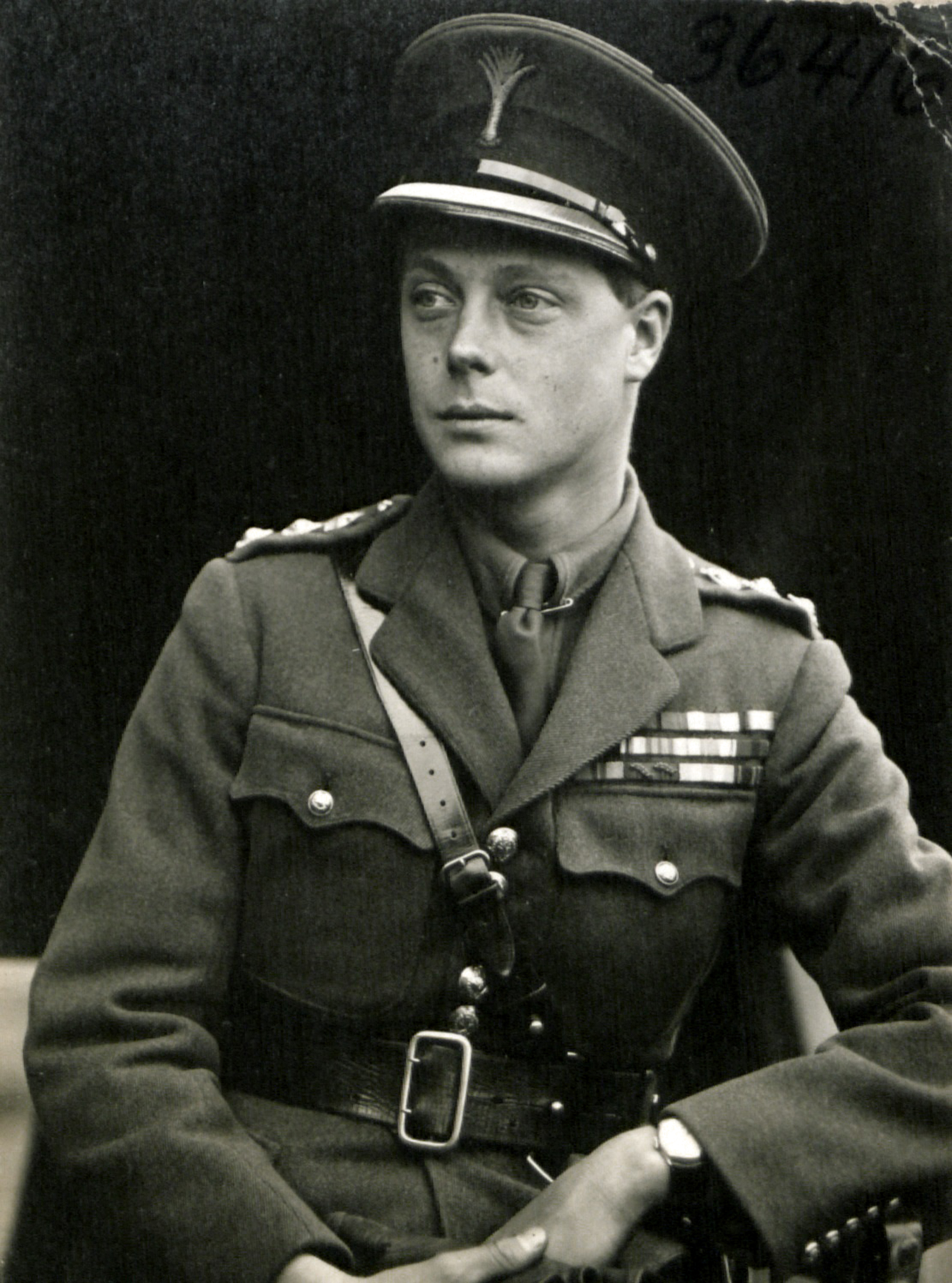
Princ Eduard v uniformě zdobené stužkami vyznamenání

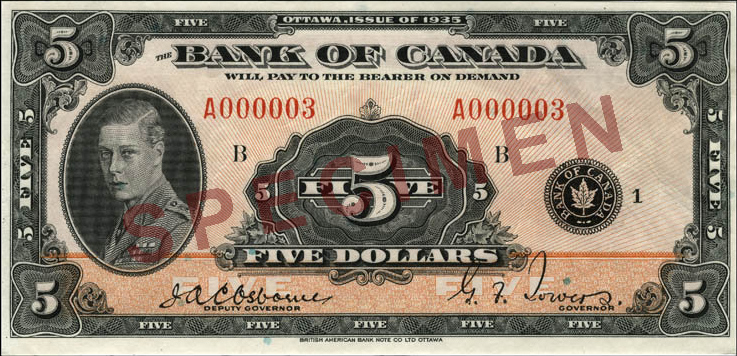
Kanadská bankovka z roku 1935 s portrétem Eduarda VIII.

Eduard VIII., celým jménem Edward Albert Christian George Andrew Patrick David, král Spojeného království a britských dominiích, obdržel během svého života řadu národních i zahraničních titulů a vyznamenání. Během své vlády od 20. ledna 1936 do 11. prosince 1936 byl také velmistrem britských řádů.

## Tituly
- 23. června 1894 – 28. května 1898: Jeho Výsost princ Eduard z Yorku
- 28. května 1898 – 22. ledna 1901: Jeho královská Výsost princ Eduard z Yorku[1]
- 22. ledna 1901– 9. listopadu 1901: Jeho královská Výsost princ Eduard z Cornwallu a Yorku
- 9. listopadu 1901 – 6. května 1910: Jeho královská Výsost princ Eduard z Walesu
- 6. května 1910 – 23. června 1910: Jeho královská Výsost vévoda z Cornwallu
- 23. června 1910 – 20. ledna 1936: Jeho královská Výsost princ z Walesu
  - ve Skotsku: Jeho královská Výsost princ Eduard, vévoda z Rothesay
- 20. ledna 1936 – 11. prosince 1936: Jeho Veličenstvo král
  - příležitostně, s ohledem na Indii: Jeho Veličenstvo král-císař
- 11. prosince 1936 – 8. března 1937: Jeho královská Výsost princ Eduard[2]
- 8. března 1937 – 28. května 1972: Jeho královská Výsost vévoda z Windsoru

Plný titul Eduarda VIII. zněl: Eduard VIII., z Boží milosti, král Velké Británie, Irska a britských dominií za mořem, obránce víry, indický císař (anglicky: Edward VIII, by the Grace of God, of Great Britain, Ireland, and of the British Dominions beyond the Seas, King, Defender of the Faith, Emperor of India).

## Vojenské hodnosti
- 22. června 1911: námořní kadet (midshipman), Královské námořnictvo[3]
- 17. března 1913: poručík, Královské námořnictvo[3]
- 18. listopadu 1914: poručík, 1st Battalion, Grenadier Guards, Britská armáda[3]
- 10. března 1916: kapitán, Britská armáda[3]
- 1918: dočasný major, Britská armáda[3]
- 15. dubna 1919: plukovník, Britská armáda[3]
- 8. července 1919: kapitán, Královské námořnictvo[3]
- 5. prosince 1922: Group Captain, Royal Air Force[3][4]
- 1. září 1930: viceadmirál, Královské námořnictvo
- 1. září 1930: generálporučík, Britská armáda[5]
- 1. září 1930: Air Marshal, Royal Air Force[6]
- 1. ledna 1935: admirál, Královské námořnictvo[7]
- 1. ledna 1935: generál, Britská armáda
- 1. ledna 1935: Air Chief Marshal, Royal Air Force
- 21. ledna 1936: admirál loďstva, Královské námořnictvo[3]
- 21. ledna 1936: polní maršál, Britská armáda[3]
- 21. ledna 1936: Marshal, Royal Air Force[3]
- 3. září 1939: generálmajor, Britská armáda[8]

## Vyznamenání

### Britská vyznamenání
Po nástupu na trůn 20. ledna 1936 se Eduard VIII. stal velmistrem řádů Britského impéria, včetně těch, kterému byli předtím uděleny. Po jeho abdikaci, mu byly dříve udělené řády znovu přiznány.

#### Řády
- rytíř Podvazkového řádu (KG) – 1910
- společník Imperiálního řádu za zásluhy (ISO) – 1910
- Vojenský kříž (MC) – 1916
- rytíř velkokříže a velmistr Řádu svatého Michala a svatého Jiří (GCMG) – 1917
- rytíř velkokříže a velmistr Řádu britského impéria (GBE) – 1917
- rytíři velkokříže Královského Viktoriina řádu (GCVO) – 1920
- Privy Counsellor (PC) – 1920
- rytíř velkokomandér Řádu indické hvězdy (GCSI) – 1921
- rytíř velkokomandér Řádu Indické říše (GCIE) – 1921
- Královský Viktoriin řetěz (RVC) – 1921
- rytíř Řádu bodláku (KT) – 1922
- Bailiffův velkokříže Nejctihodnějšího řádu svatého Jana Jeruzalémského (GCStJ) – 12. června 1926[9]
- rytíř spravedlnosti Nejctihodnějšího řádu svatého Jana Jeruzalémského (KStJ) – 1917
- rytíř Řádu svatého Patrika (KP) – 1927
- Privy Councillor of Canada (PC) – 1927[10]
- rytíř velkokříže Řádu lázně (GCB) – 1936

#### Medaile
- Hvězda 1914–15 – 1918
- Britská válečná medaile – 1919
- Vítězná medaile – 1919
- Medaile diamantového výročí královny Viktorie – 1897
- Korunovační medaile Eduarda VII. – 1902
- Korunovační medaile Jiřího V. – 1911
- Medaile stříbrného výročí krále Jiřího V. – 6. května 1935

### Zahraniční vyznamenání
- Bolívie
  -  velkokříž Řádu andského kondora – 1931[11]
- Brazílie
  -  velkokříž Řádu Jižního kříže – 1933[11]

- Dánsko
  -  rytíř Řádu slona – 17. března 1914[12]
- Egyptské království
  -  velkostuha Řádu Muhammada Alího – 1922[11]
- Francie
  -  velkokříže Řádu čestné legie – srpen 1912[13]
  -  Croix de Guerre 1914–1918 – 1915
- Chile
  -  velkokříž Řádu za zásluhy – 1925[11]
- Italské království
  -  rytíři Řádu zvěstování – 1915[11]
  -  Válečný záslužný kříž – 1919
- Norsko
  -  velkokříž Řádu svatého Olafa – 1914[11]
- Peru
  -  velkokříž Řádu peruánského slunce – 1931[11]
- Portugalsko
  -  velkokříž Stuhy dvou řádů (Řádu Kristova a Řádu avizských rytířů) – 25. dubna 1931[14]
- Rumunsko
  -  Řád Michala Chrabrého I. třídy – 1918[11]
  -  velkokříž s řetězem Řádu Karla I. – 1924[11]
- Ruské impérium
  -  Řád svatého Jiří III. třídy – 1916[11]
- San Marino
  -  velkokříž Řádu svaté Agáty – 1935[11]
- Španělsko
  -  rytíř Řádu zlatého rouna – 22. června 1912[15]
- Švédsko
  -  rytíř Řádu Serafínů – 12. listopadu 1923[16]
- Thajsko
  -  rytíř Řádu Mahá Čakrí – 16. srpna 1917[17]